# ヤースーフ
ヤースーフ（アラビア語: ياسوف Yāsūf）は、ヨルダン川西岸地区北部サルフィート県にあるパレスチナの町で、サルフィートから7km北東に、ナーブルスから37km南西に位置する。2017年国勢調査によると人口は2,093人。住民のおよそ87％が農業を収入源にしており、残りの住民は公共部門で働いている。

## 歴史

### 古代～中世
ローマ支配下の時代（紀元前63年～330年）、この村はヤーシュブ（Yaashuv）として知られており、ユダヤの丘（ジバール・ル＝ハリール）、サマリア南部、ロッドなどの地域における、果物・穀物・豆果といった3品目の主要な市場であった。
十字軍の時代には、ディヤーゥッディーン（Diya' al-Din、1173～1245）が、ヤースーフには地方モスクが1つある、と記述しており、既にその時代、村には無視できぬ程のムスリム人口があったことを示している。

### イスラエル・パレスチナ紛争
2009年12月11日、ユダヤ人入植者の集団が狼藉を働き、ヤースーフにあるアル＝カビール・モスク（Al-Kabir Mosque）を焼討した。 祈りの絨毯と聖クルアーンは炎の中で塵と化し、放火犯は落書きを残して行った。曰く、「我々はお前たち全員を焼き殺す」、「代償を支払う覚悟をしろ」と。 2、3ヶ月前、ユダヤ人入植者の過激派たちは、ユダヤ人入植地の建物が解体される度ごとに、西岸地区のパレスチナ人は「値札」通りの代償を支払わされることになるであろう、と宣言していた。 このモスク焼討事件に続いて、ユダヤ人は、放火に対して抗議しているパレスチナ系住民100人を発砲した。